# Pyohun sa
Pyohun sa (표훈사) – koreański klasztor znajdujący się w Korei Północnej. Jeden z czterech głównych klasztorów Gór Diamentowych.

## Historia klasztoru
Klasztor został zbudowany w 670 roku na jednym ze wschodnich zboczy słynnej góry Kŭmgang. Był nieustannie rozbudowywany i stał się jedną z czterech słynnych świątyń Gór Diamentowych obok klasztorów Changan, Singye i Yujŏm. Znajduje się w prowincji Kangwŏn.
W 1778 roku przeprowadzono gruntowny remont klasztoru.
W czasie okupacji Korei przez Japonię Góry Diamentowe stały się miejscem licznie odwiedzanym przez turystów, a sam klasztor, noszący wówczas nazwę Hyōkun-ji, był tak ceniony, że sami Japończycy ufundowali jego restaurację.
Pyohun jest jedynym klasztorem z czterech głównych klasztorów góry, który nie uległ zniszczeniu w czasie Wojny koreańskiej. Jest Skarbem Narodowym nr 97.
W pobliżu klasztoru, na terenach cmentarnych, znajduje się stupa (Kulturalna wartość nr 306) słynnego mistrza sŏn Sŏsana Taesy.
Kiedyś był to jeden z najważniejszych klasztorów szkoły sŏn. Obecnie jest to jedyny czynny klasztor w całym rejonie Gór Diamentowych i mieszka w nim dwóch mnichów.

## Znane obiekty
- Stupa Sosana Taesy – Wartość Kulturalna nr 306